# Nacht in Saint-Cloud
Nacht in Saint-Cloud (norwegisch: Natt i Saint-Cloud; oft auch Nacht in St. Cloud, norwegisch: Natt i St. Cloud) ist ein Gemälde des norwegischen Malers Edvard Munch. Es entstand 1890 in der französischen Ortschaft Saint-Cloud und zeigt einen Mann, der von seinem Zimmer aus auf die nächtliche Seine blickt. Durch Motiv und Farbgebung ruft das Bild ein Gefühl von Melancholie hervor. In Munchs Werk nimmt es eine Schlüsselstellung im Übergang zum Symbolismus ein.

## Bildbeschreibung
Ein Mann mit Zylinder sitzt des Nachts in seinem Zimmer am Fenster und blickt hinaus auf einen Fluss. Die kontrastreichen vertikalen und horizontalen Achsen des Bildes strukturieren den Raum. Sie verleihen dem Zimmer einen Anschein von Weite, wozu auch die ganz an den Rand gedrängte Figur und der als Repoussoir eingesetzte Vorhang am linken Bildrand beitragen. Auf der rechten Seite sind die Umrisse eines Tisches auszumachen. Im Zimmer herrschen dunkle Blau- und Violettfarbtöne vor. Einzelne gelbe, orange und rötliche Farbflecken sind – mit Ausnahme einer glimmenden Zigarette – nur draußen auszumachen. Der Vollmond überzieht Couch und Boden mit einem fahlen, hellblauen Licht. Er wirft den Schatten eines doppelten Fensterkreuzes in den leeren Raum. Die hängende Schirmlampe ist ausgeschaltet.

## Interpretation
Für Dieter Buchhart drückt Nacht in Saint-Cloud eine Melancholie „zwischen Niedergeschlagenheit, Traurigkeit und depressiver Verstimmung“ aus, die Munchs eigene Gefühlswelt nach dem Tod seines Vaters widerspiegelt. Die Leere des Raumes, die Finsternis, die Auflösung der männlichen Gestalt im Dunkel der Nacht, die durch das Mondlicht ins Zimmer geworfene Kreuzform – dies alles seien Symbole für „Tod, Trauer und Einsamkeit“. Der Innenraum dient als Spiegel der menschlichen Seele, die durch das Fenster von der Außenwelt abgegrenzt wird. Eine solche durch ein Fenster symbolisierte Trennung zwischen Innen- und Außenwelt findet sich wiederholt in Munchs Werk, so etwa auch in Der Kuss oder Das kranke Kind. Ulrich Bischoff beschreibt den Innenraum als ein „Gefängnis“, einen „gläsernen Käfig“, in dem die Menschen sitzen wie in einem Aquarium. Das Bild führe dem Betrachter vor Augen, wie sich „die Existenz des Menschen in seiner Eingeschlossenheit vollzieht“. Die melancholische und besinnliche Stimmung des Bildes entsteht für Tone Skedsmo und Arne Eggum aus dem Kontrast zwischen innerer Wirklichkeit und äußerer Welt. Der Mann am Fenster scheine sich außerhalb von Zeit und Raum zu befinden, doch gleichzeitig steht er unter dem Eindruck seiner Erinnerungsbilder, die auf seine Umgebung einwirken. Der Tod werde zum ersten Mal in Munchs Werk als ein geistig leerer Raum dargestellt.
Hans Dieter Huber beschreibt Nacht in Saint-Cloud als „Übergang zu einem synthetischen Symbolismus“ in Munchs Werk. Die Natur werde nicht länger wiedergegeben, wie sie ist, sondern zum Spiegelbild der inneren Stimmung gemacht. Die Kunst solle im Betrachter dieselben Emotionen auslösen wie im Künstler. Die abgebildete Person verschmelze beinahe mit der Dunkelheit des Raumes: „Er ist eins mit dem Zimmer und eins mit seiner Einsamkeit“. Der Vorhang scheine die Szenerie zuzudecken und „Schweigen über die Einsamkeit des Melancholikers“ auszubreiten. Die Figur wird für Alf Bøe zur direkten Verkörperung der intensiven melancholischen Stimmung des Bildes. Laut Reinhold Heller handelt es sich bei der Darstellung der in ihre Betrachtung versunkenen Figur in der bläulichen Atmosphäre des Todes sowohl um eine symbolische Darstellung des Todes von Munchs Vater als auch um eine symbolische Darstellung der eigenen Schwermut im Winter 1890. Die Farbwahl des Gemäldes stehe unter dem Einfluss des Physiologen Charles Henry, der in seinem Farbkreis den dominierenden blauen und violettgrünen Farben eine depressive und melancholische Wirkung zugeschrieben hat. Bischoff sieht eine stilistische Nähe des Gemäldes zu den Nocturnes von James McNeill Whistler, in denen sich das Bildmotiv im Nebel auflöst. Rodolphe Rapetti weist allerdings darauf hin, dass Munch Whistlers Nocturnes kaum vorab gesehen haben konnte und verweist auf den kompositorischen Einfluss der Interieurs von Edgar Degas.

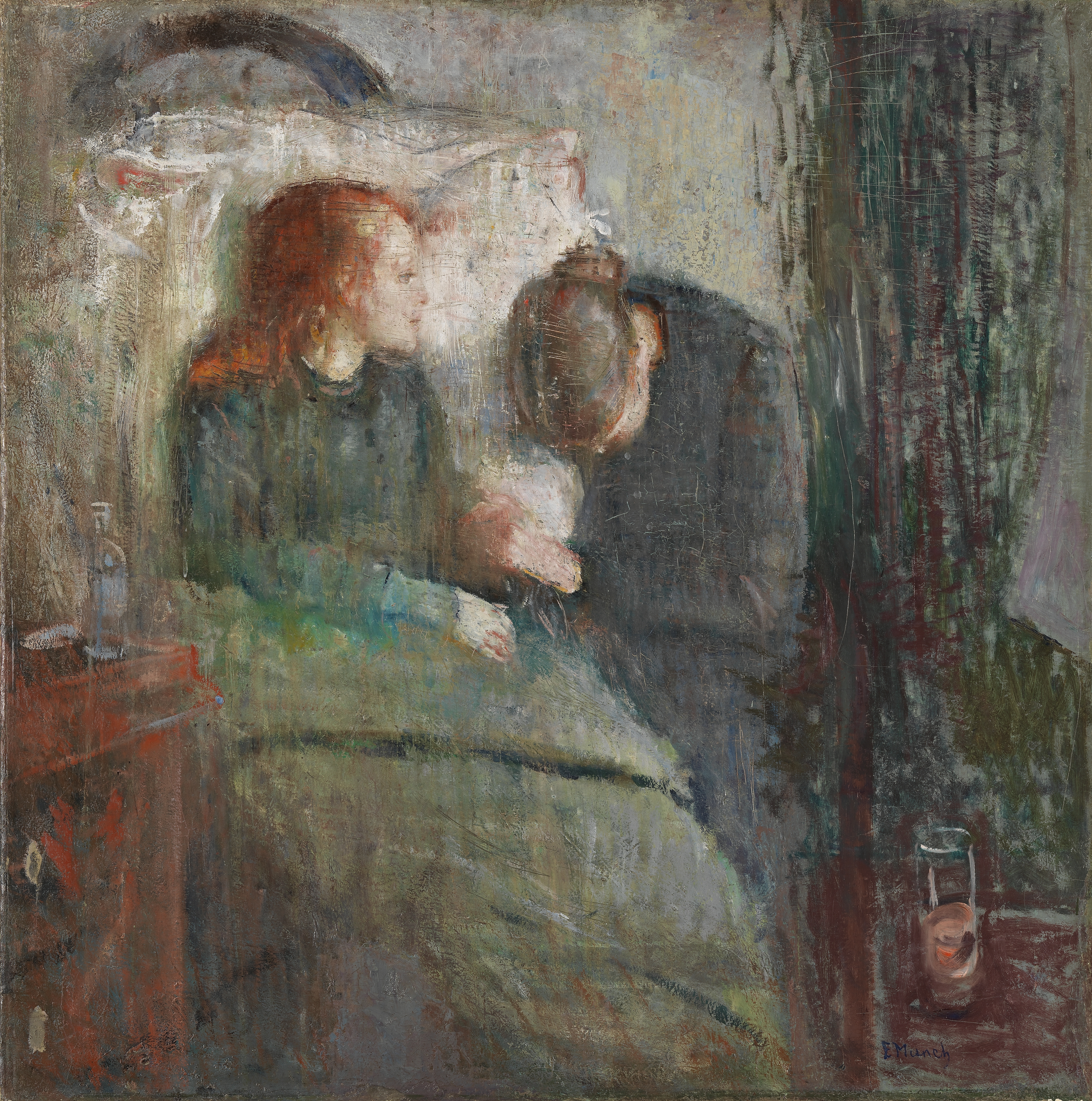
Edvard Munch: Das kranke Kind (1885/86), Öl auf Leinwand, 119,5 × 118,5 cm, Norwegische Nationalgalerie Oslo
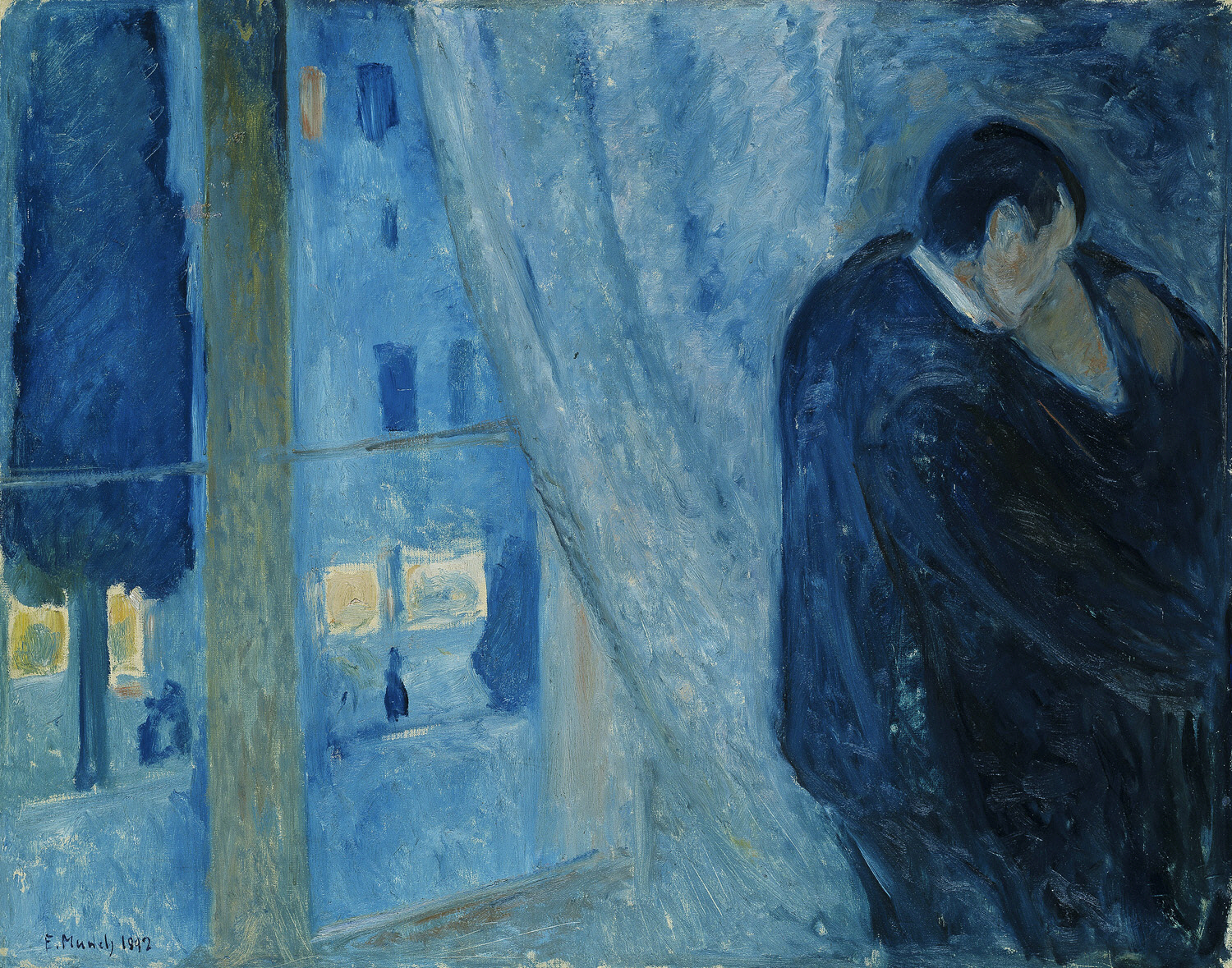
Edvard Munch: Der Kuss (1892), Öl auf Leinwand, 73 × 92 cm, Norwegische Nationalgalerie Oslo
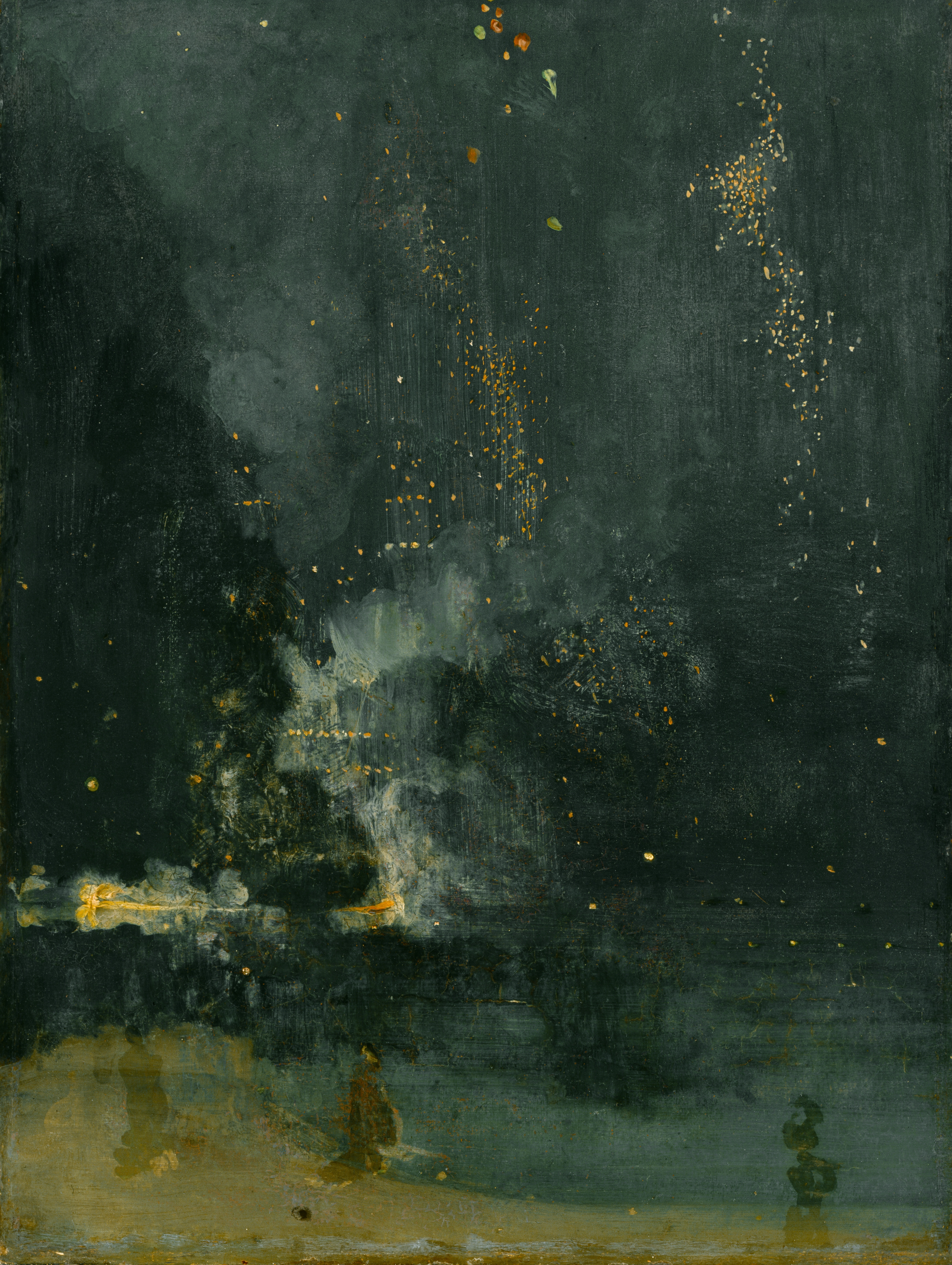
James McNeill Whistler: Nocturne in Schwarz und Gold: Die fallende Rakete (1872–77), Öl auf Holz, 60,3 × 46,6 cm, Detroit Institute of Arts

## Hintergrund
Im Herbst 1889 reiste Edvard Munch nach Paris, um die dortige Kunstszene zu studieren. Später zog er weiter nach Saint-Cloud an der Seine, nur wenige Kilometer außerhalb von Paris. Die Weltausstellung bot ihm die Möglichkeit, einen Überblick über die zeitgenössische Kunst zu gewinnen. Munch lernte in Paris die Werke Gauguins, van Goghs, Toulouse-Lautrecs, Caillebottes, Carrières, Ensors, Whistlers und der Neoimpressionisten kennen. Anfänglich spiegeln seine Werke dieser Zeit insbesondere seine Auseinandersetzung mit dem Impressionismus wider, so verschiedene Versionen von Die Seine bei Saint-Cloud oder Frühling auf der Karl Johans gate aus dem Jahr 1890. Im Rahmen des Frankreichaufenthalts, der mit Unterbrechungen bis 1892 dauerte, schuf er aber auch seine ersten symbolistisch-expressiven Bilder, die für sein Werk prägend wurden. Nacht in Saint-Cloud kommt als erstem Schlüsselbild dieses neuen Stils eine besondere Bedeutung zu.

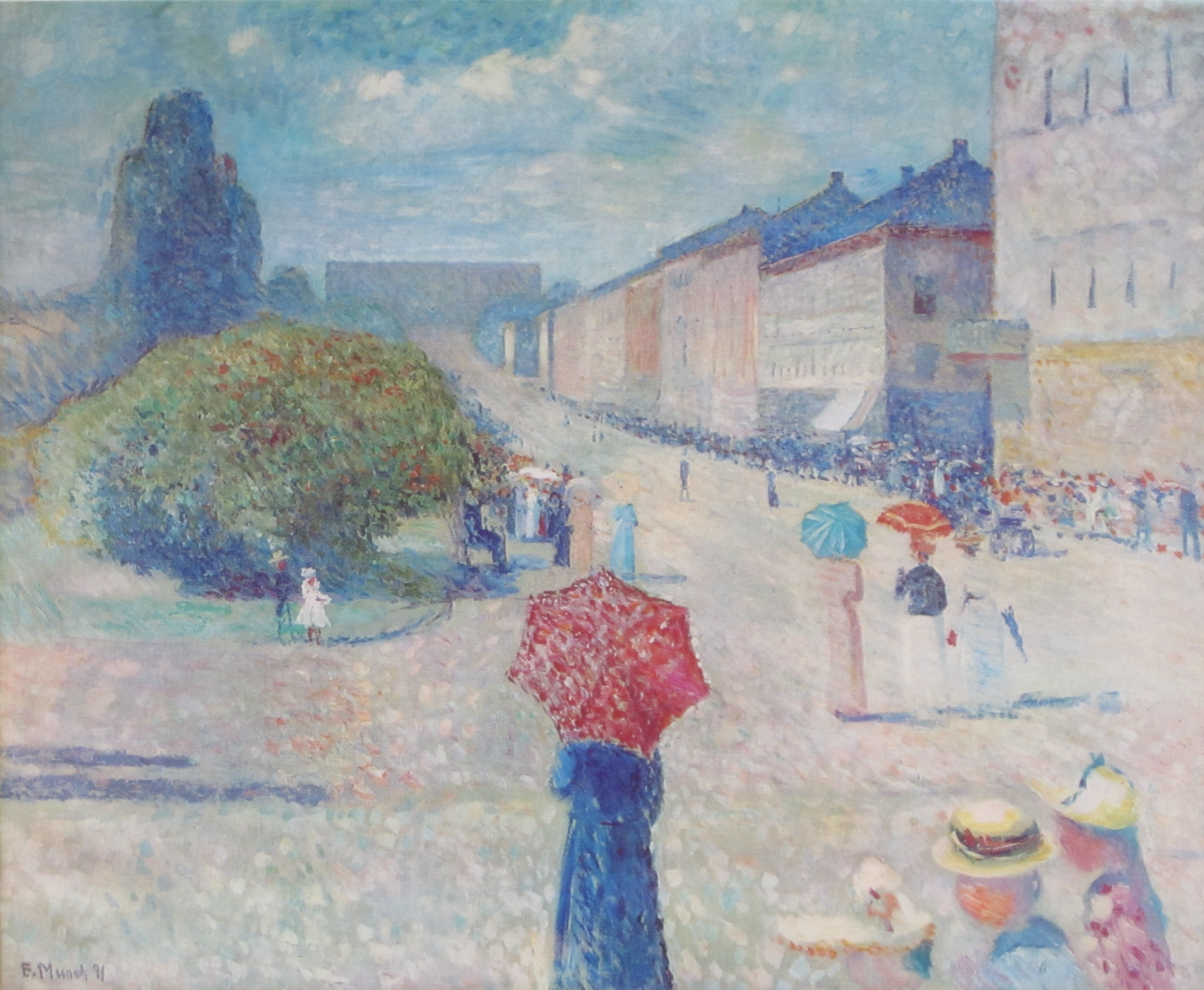
Frühling auf der Karl Johans gate (1890), Öl auf Leinwand, 80 × 100 cm, Kunstmuseum Bergen
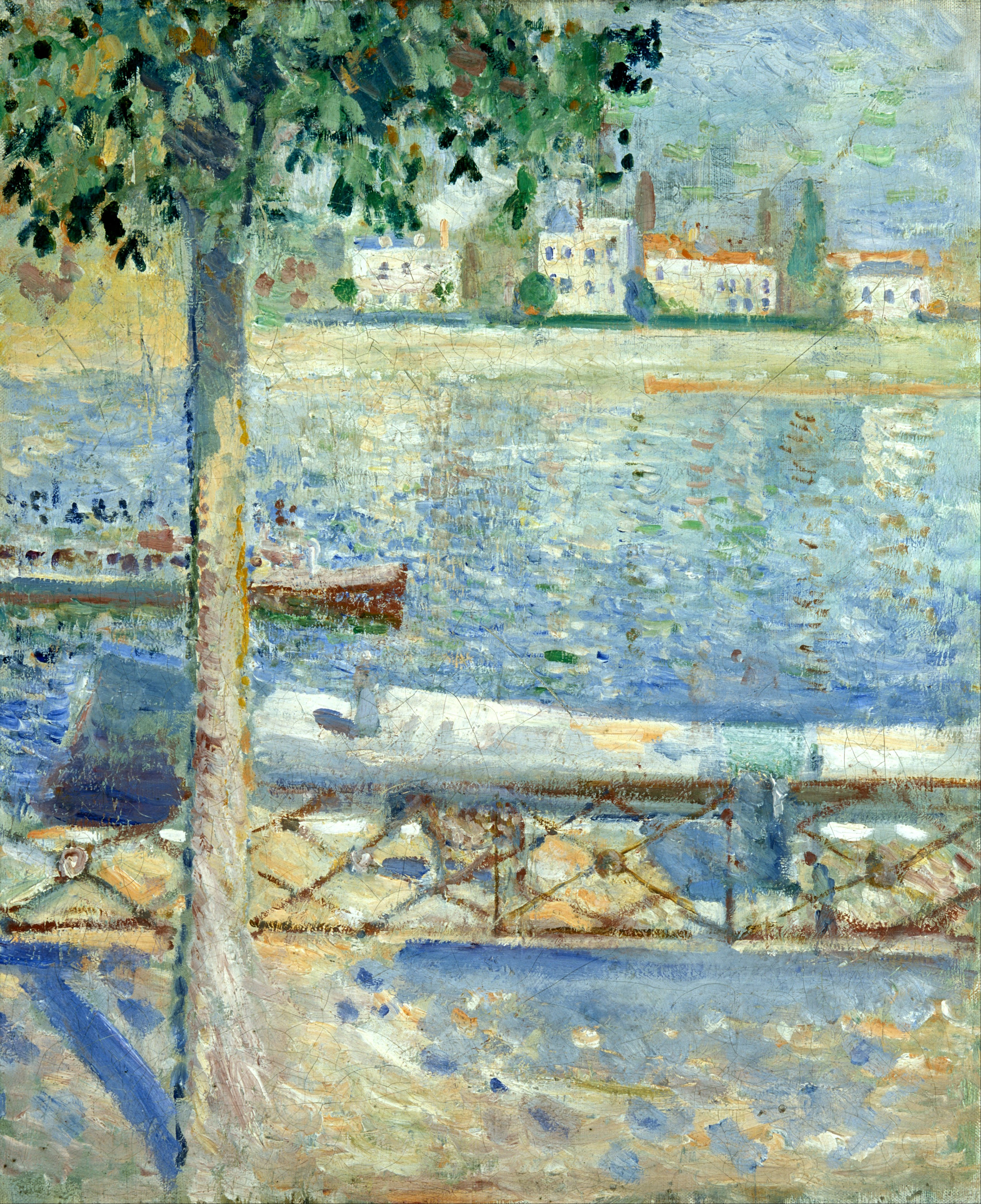
Die Seine bei Saint-Cloud (1890), Öl auf Leinwand, 46 × 38 cm, Munch-Museum Oslo
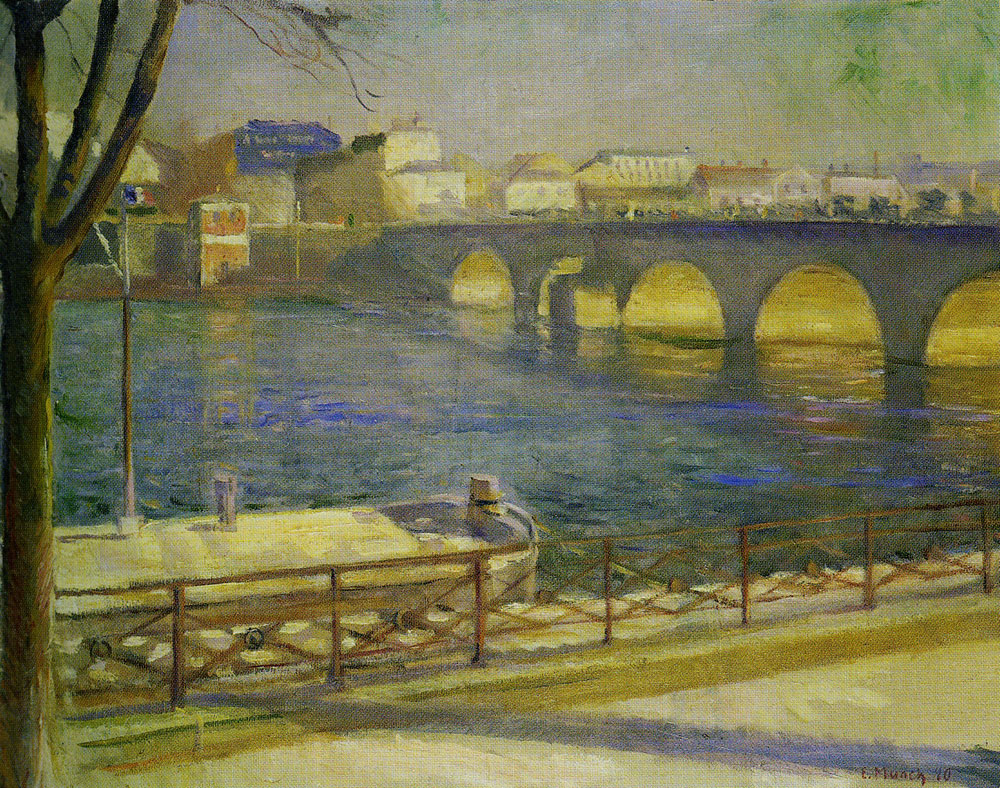
Die Seine bei Saint-Cloud (1890), Öl auf Leinwand, 61 × 47 cm, Privatsammlung
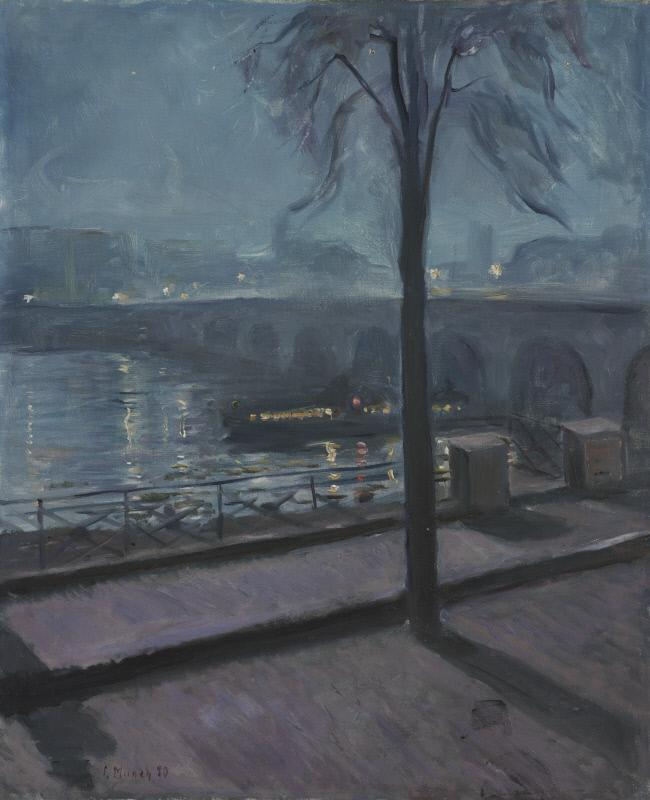
Die Seine bei Saint-Cloud (1890), Öl auf Leinwand, 61 × 50 cm, Vassar College, Poughkeepsie

Privat waren die ersten Monate in Frankreich für Munch keine glückliche Zeit. Munch fühlte sich einsam in der französischen Metropole. Anfang Dezember 1889 erfuhr er vom Tod seines Vaters, der überraschend an einem Herzanfall verstorben war. Ein dänischer Dichter namens Emanuel Goldstein wurde ihm zum engsten Freund in diesen Tagen. Er brachte Munch die Ideen des Symbolismus nahe und wurde für den norwegischen Maler so sehr ein Alter Ego, dass Munch ihn als Modell für Nacht in Saint-Cloud einsetzte, ein Bild, in dem er sein eigenes Zimmer darstellte und seine damalige Stimmungslage einfing. In seinen Tagebuchaufzeichnungen hielt er fest: „Wie hell es draußen war. Man würde meinen, es sei Tageslicht. […] Es ist der Mond, der über die Seine scheint. Er scheint durch das Fenster in mein Zimmer und wirft ein bläuliches Rechteck auf den Fußboden. Während ich da lag und aus dem Fenster sah, flogen vage und verschwommen wie Projektionen einer Laterna magica andere Bilder an meinen Augen vorüber.“
Neben Bildern entstanden im Winter 1889/90 wichtige autobiografische und theoretische Schriften Munchs, so sein so genanntes Saint-Cloud-Manifest,  mit dem er dem Impressionismus und Naturalismus eine endgültige Absage erteilte und sich mit nahezu religiöser Inbrunst der Mystik und Symbolik zuwandte: „Die Menschen müßten hier das Heilige, das Mächtige sehen, und sie würden den Hut ziehen, wie in der Kirche. – Ich möchte eine ganze Reihe solcher Bilder schaffen. Keine Interieurs sollen mehr gemalt werden, keine Menschen, die lesen, keine Frauen, die stricken. Es müßten lebende Menschen sein, die atmen und fühlen, leiden und lieben.“ Im Sinne dieses theoretischen Manifests sieht Reinhold Heller das Gemälde Nacht in Saint-Cloud ebenfalls als ein Manifest der Loslösung von einer rein äußerlichen Abbildung der Wirklichkeit und der Hinwendung zu einer Kunst, die Symbole verwendet, um die subjektive Gemütsverfassung des Künstlers auszudrücken. Es sei damit eine Versinnbildlichung von Munchs Wahlspruch: „Ich male nicht, was ich sehe, sondern was ich sah.“

## Provenienz, Rezeption und Varianten

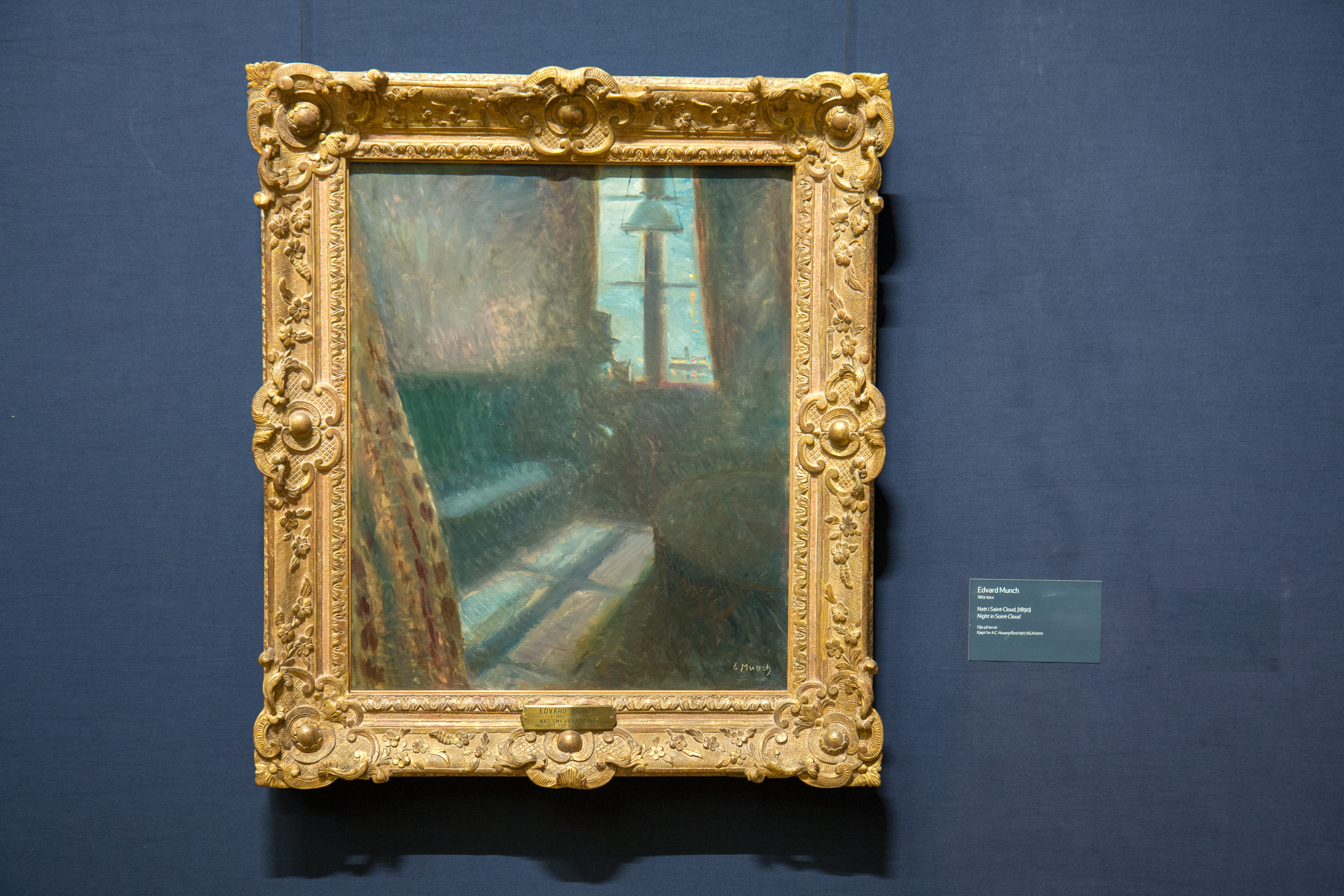
Nacht in Saint-Cloud mit Rahmen in der Norwegischen Nationalgalerie

Munch präsentierte Nacht in Saint-Cloud, damals noch unter dem schlichten Titel Nacht, zum ersten Mal öffentlich als eines von zehn Gemälden auf der jährlichen Herbstausstellung im Tivoli von Kristiania, dem heutigen Oslo, vom 6. Oktober bis 9. November 1890. Hier kaufte es der norwegische Arzt, Geologe und Kunstsammler Fredrik Arentz für 100 Kronen, was lediglich einem Drittel des angesetzten Preises von 300 Kronen entsprach. 1917 erwarb die Norwegische Nationalgalerie das Gemälde aus Arentz’ Nachlass.
Munchs „Experimente in fremder Umgebung“ wurden von der heimischen, dem Naturalismus verhafteten Kritik negativ, zum Teil regelrecht feindselig aufgenommen. Einzig der Kunstkritiker Andreas Aubert erkannte die Bedeutung von Munchs künstlerischer Entwicklung. Er sah in dem Maler „die Verkörperung der ‚vierten Generation‘, einer Ära, die offensichtlich im Begriff ist, anzubrechen“. Munch gehöre zu einer „Generation feinsinniger, krankhaft empfindlicher Menschen, denen wir in der neuesten Kunst immer häufiger begegnen“, und die sich als „‚décadents‘. als die Kinder eines überfeinerten, überzivilisierten Zeitalters“ sähen. In der sitzenden Figur im Bild Nacht erkannte er „einen ‚décadent‘ im wahrsten Sinne des Wortes“: „Er lebt sein Leben in Gedanken nach, während er ziellos nach draußen in das dunkle Wasser der Seine starrt, das sich sanft über so viele vergeudete Leben geschlossen hat.“
Für Munch zog eine Ausstellung des Gemäldes 1892 in Berlin einen ersten Erfolg nach sich. Er erhielt den Auftrag über weitere Kopien des Bildes, von denen er vier bis 1893 anfertigte, die sich in Privatbesitz befinden, siehe die Liste der Gemälde von Edvard Munch. In einer dieser Varianten wird die Todessymbolik noch stärker betont, indem das doppelte Fensterkreuz auf ein einfaches Kreuz reduziert ist und auf dem Tisch eine Vase mit einer Alraune steht. 1895 kehrte Munch noch einmal im Rahmen einer Kaltnadelradierung zu dem Motiv zurück, was für Rapetti zeigt, dass sich der Maler der Bedeutung des frühen Bildes für seine weitere Entwicklung bewusst war. Im gleichen Jahr nahm Munch die Atmosphäre von „schweigend-melancholischer […] Kontemplation“ im Selbstbildnis mit Zigarette wieder auf und zeigte abermals einen Künstler „in einer dem Alltagsleben entrückten Welt im blauen Dunstschleier des Todes“. Auch auf die so genannte „Blaue Malerei“ der neuromantischen Schule in Norwegen hatte Nacht in Saint-Cloud einen prägenden Einfluss.

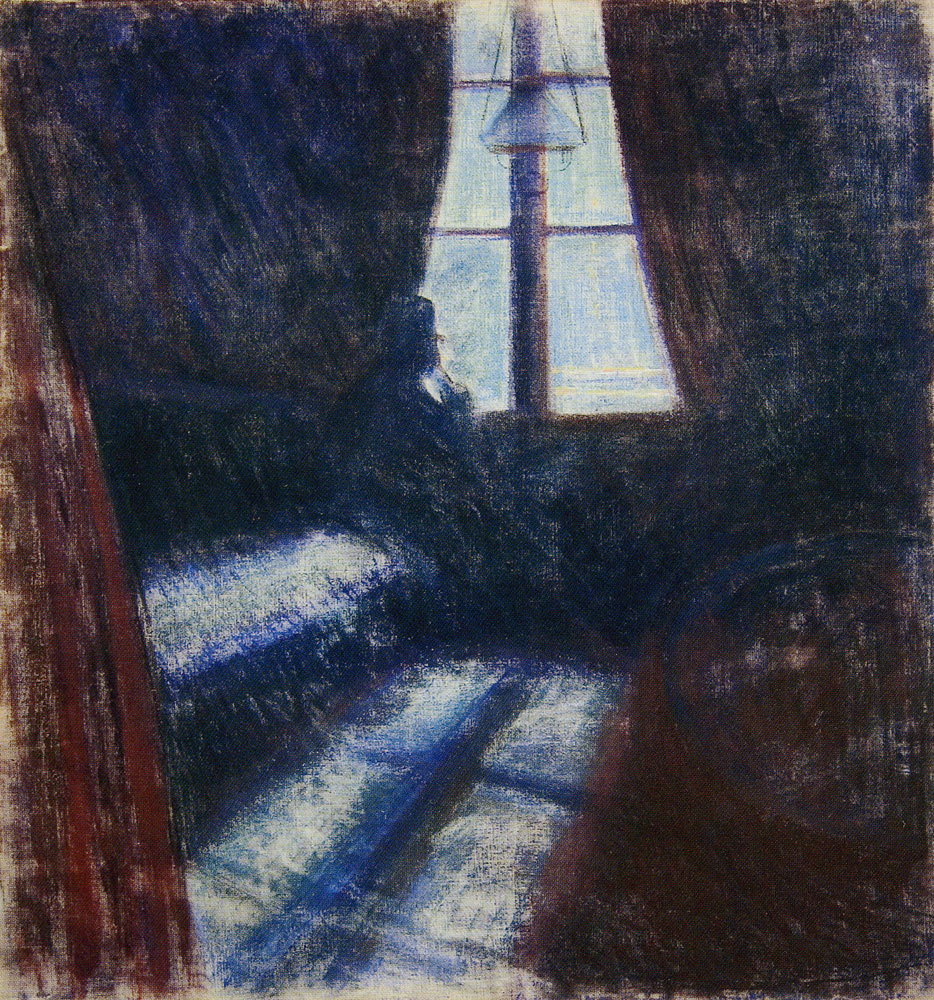
Nacht in Saint-Cloud (1892), Farbstift und Pastell auf Leinwand, 78,5 × 73,5 cm, Privatsammlung
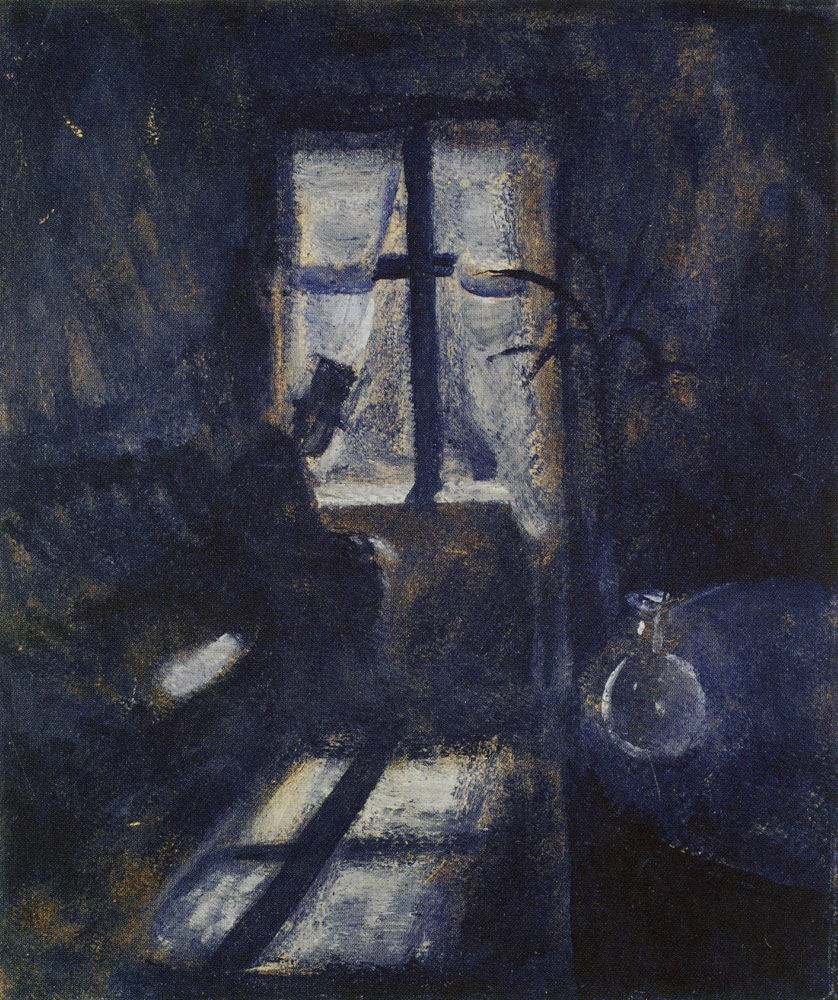
Nacht in Saint-Cloud (1892), Öl auf Papier, 28 × 23,5 cm, Privatsammlung
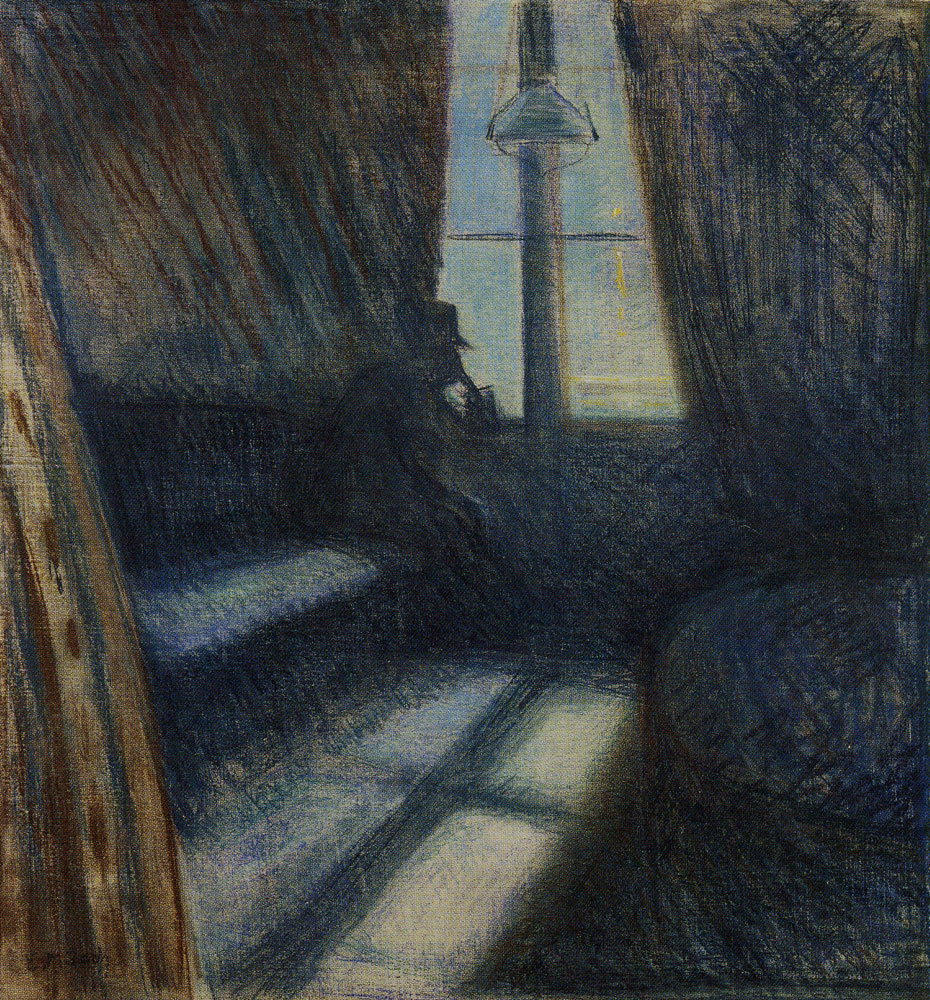
Nacht in Saint-Cloud (1892–93), Pastell auf Leinwand, 73 × 69 cm, Privatsammlung
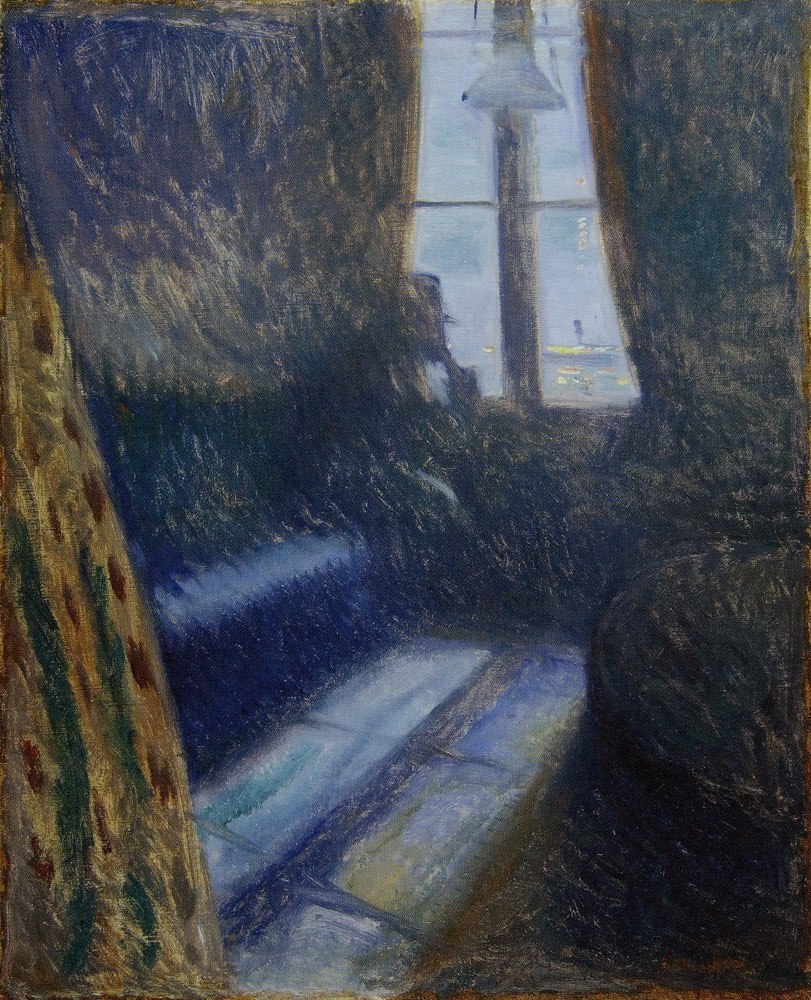
Nacht in Saint-Cloud (1893), Öl auf Leinwand, 70 × 56,5 cm, Privatsammlung
Mondlicht. Nacht in Saint-Cloud (1895), Radierung, 31 × 25,2 cm, Thielska galleriet, Stockholm